# Fountainbleau
Fountainbleau ist ein census-designated place (CDP) im Miami-Dade County im US-Bundesstaat Florida. Das U.S. Census Bureau hat bei der Volkszählung 2020 eine Einwohnerzahl von 59.870 ermittelt.

## Geographie
Fountainbleau grenzt an die Städte Miami und Sweetwater. Der CDP wird vom Tamiami Trail (U.S. 41, SR 90) sowie den Florida State Roads 821 (Homestead Extension of Florida’s Turnpike, mautpflichtig), 826 (Palmetto Expressway), 836 (Dolphin Expressway, mautpflichtig), 968, 973 und 985 durchquert bzw. tangiert.

## Demographische Daten
Im Jahr 2000 war Englisch die Muttersprache von 6,26 % der Bevölkerung, Spanisch sprachen 91,29 % und 2,45 % hatten eine andere Muttersprache.